# Gran Itàlia

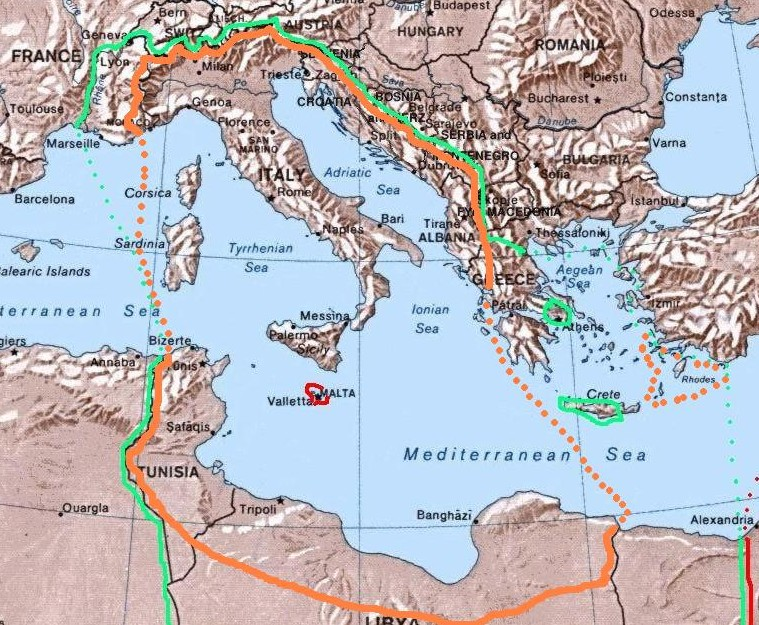
Mapa de la «Gran Itàlia»: la línia taronja mostra les àrees d'Europa i del nord d'Àfrica que s'havien d'incloure en el projecte del 1940. En verd, les àrees ocupades pels italians el novembre del 1942 (en vermell, les ocupades pels anglesos)

La Gran Itàlia o Itàlia Imperial (en italià Grande Italia o Italia Imperiale) fou un ambiciós projecte del feixisme italià de crear, durant els anys quaranta del segle xx, un imperi italià a l'àrea de la Mediterrània. Aquesta ideologia beu de l'irredemptisme i del Risorgimento italians.
Sembla també que Mussolini volia anomenar Nuovo Impero Romano ('Nou Imperi Romà') l'àrea d'influència italiana que s'hauria hagut de crear a Europa arran de la implantació del «Nou Ordre» sorgit de la Segona Guerra Mundial.

## Concepció
Tan bon punt fou nomenat governador del Dodecanès el 1936, Cesare Maria De Vecchi va començar a promoure el projecte de Benito Mussolini de la Itàlia Imperial, a fi de rememorar les possessions de l'Imperi Romà, que arribaven més enllà dels confins europeus, el qual incloïa l'Àfrica del Nord (anomenada la Quarta Sponda, o Quarta Ribera).
El projecte consistia en una Itàlia Imperial que incloïa, a més a més dels territoris europeus reclamats pels irredemptistes italians (Niça, la Savoia, el Ticino, la Venècia Júlia, la Dalmàcia, Corfú, Malta i Còrsega), poblades per italians durant segles, també les colònies africanes, habitades pels italians des del segle xix.
A partir del 1936 i durant la Segona Guerra Mundial, també foren afegides dins el projecte imperialista les illes del Dodecanès (tot incloent-hi les illes limítrofs de Zacint, Ítaca, etc.), arran del qual van ser sotmeses a un procés d'italianització per part del règim feixista.
Aquest projecte, endegat per Cesare Maria De Vecchi, fou parcialment emprès per Benito Mussolini el 1940 però, després que Itàlia entrés en guerra, fou aturat per Víctor Manuel III de Savoia.
Amb l'ocupació de Còrsega i de Tunísia, totes les «hipotètiques» colònies (amb l'excepció de Malta) pertanyien a Itàlia, però el projecte de la Itàlia Imperial es va aturar definitivament amb la derrota de les Potències de l'Eix durant la Segona Guerra Mundial.

## Primer pas: el Dodecanès
El primer pas per a la formació de la Gran Itàlia el feu Cesare Maria De Vecchi, que el 1936 va dur a terme un procés d'italianització de les illes gregues del Dodecanès, on va imposar l'ús de la llengua italiana i va crear una colònia de 7.000 italians a  Rodes i a les illes circumdants. Arran de la renovació del Gran Consell del Feixisme del 1940, es va decidir d'ocupar també de Quios, que havia pertangut a la República de Gènova.

## Segon pas: la «Quarta Ribera»
Un altre líder feixista, Italo Balbo, va promoure activament l'increment de la comunitat italiana a les costes de Líbia, colònia italiana des del 1912. Balbo va anomenar la Tripolitània i la Cirenaica la «Quarta Ribera» d'Itàlia (en italià, la Quarta Sponda) en referència a les altres tres riberes marítimes (l'occidental o tirrena, l'oriental o adriàtica i la meridional o mediterrània) de la península Itàlica. El 28 d'octubre del 1938 Italo Balbo va enviar a Líbia els primers 20.000 colons italians, coneguts com els Ventimilli; aquests primers colons venien de Nàpols i de Gènova. La segona gran tramesa de colons data del 28 d'octubre del 1939 i la fou formada per 10.000 italians més. El 1940, a la vigília de la Segona Guerra Mundial, gràcies a Italo Balbo les estadístiques de la colonització italiana de Líbia eren força prometedores: a la Tripolitània, el terreny agrícola constava de 231.089 hectàrees dividides en 3.675 finques, habitades per 3.960 famíies (23.919 persones); a la Cirenaica, el nombre d'hectàrees era de 79.831, les famílies eren 2.206 i els italians, 15.014. A tots plegats calia afegir 70.000 italians més escampats per les ciutats de la costa i, per completar el panorama, 424 quilòmetres de carreteres asfaltades, 2.740 de carreteres de terra batuda i 1.882 de carretera litoral des de la frontera tunisiana fins a la d'Egipte. La comunitat italiana de Líbia va arribar a un màxim de 112.600 persones, és a dir el 13,26% de la població total de Líbia.
Tanmateix, l'objectiu final encara era més ambiciós: s'hi volia crear una colònia que cap a la dècada del 1960 arribés a les 500.000 persones, de manera que els italians haurien acabat constituint els 2/3 de la població de la Líbia costanera. El novembre del 1942 també Tunísia (amb la seva població de 100.000-120.000 italians) va ser inclosa en la «Quarta Ribera», però al cap d'uns quants mesos fou reconquistada pels Aliats.

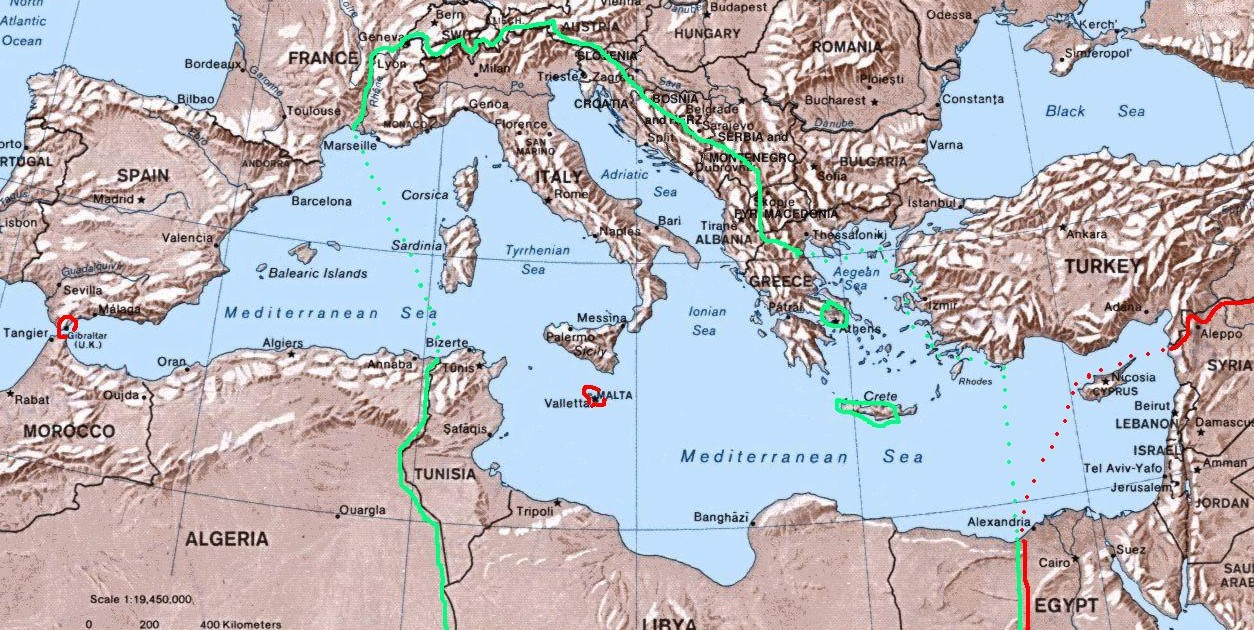
Territoris de la Mediterrània ocupats per la Itàlia de Mussolini entre el 1940 i el 1942; la «Gran Itàlia» incloïa molts d'aquests territoris

## Tercer pas: els Balcans occidentals
La primavera del 1941, gràcies a l'ajut de la Wehrmacht, Benito Mussolini finalment va aconseguir de derrotar Grècia i conquerir part de Iugoslàvia. El Regne d'Itàlia es va annexar l'Eslovènia central i meridional (l'anomenada província italiana de Lubiana) i gran part de Dalmàcia (la governació de Dalmàcia). El general Vittorio Ambrosio, comandant en cap de l'Exèrcit italià durant la conquesta de la Dalmàcia iugoslava, creà una línia d'ocupació italiana des de Ljubljana fins a Montenegro que successivament fou considerada el confí oriental de la Gran Itàlia. Aquesta frontera incloïa Montenegro, la Gran Albània i el principat de Pindos, a l'Epir. De Vecchi també va proposar d'annexionar a la Gran Itàlia l'illa de Corfú, les illes Jòniques i les illes de l'Egea meridional, territoris que havien pertangut a la República de Venècia, i també la «genovesa» Quios. Segons aquest projecte de De Vecchi, doncs, tots els Balcans occidentals, des d'Eslovènia fins a l'Epir, havien de ser italians; d'aquesta manera s'hauria creat un «espai vital italià», si bé menys extens i ambiciós que el Lebensraum germànic.

## Un projecte fracassat
El projecte de Cesare Maria De Vecchi preveia una Itàlia Imperial que s'estenia de Niça, a l'oest, fins a la governació de Dalmàcia, la Gran Albània (mapa Arxivat 2009-02-26 a Wayback Machine.), les illes Jòniques, i pel sud fins a les costes nord-africanes de Tunísia i de Líbia (amb la Tripolitània i la Cirenaica costaneres i el Fezzan interior).
En cas de victòria de les Potències de l'Eix, Mussolini tenia intenció de prendre el control de Creta (ocupada pels alemanys) i les illes gregues del sud, a fi d'eixamplar les possessions italianes més enllà del Dodecanès i de les illes Jòniques.
Al sud de la «Quarta Ribera» alguns exponents del feixisme van somiar una Itàlia Imperial que, partint del Fezzan, comprenia Egipte, el Sudan i l'Àfrica Oriental Italiana.
La victòria dels Aliats a la Segona Guerra Mundial i la successiva caiguda del règim feixista va posar fi al projecte de la Gran Itàlia

## Les poblacions italianes irredemptes de laGran Itàlia

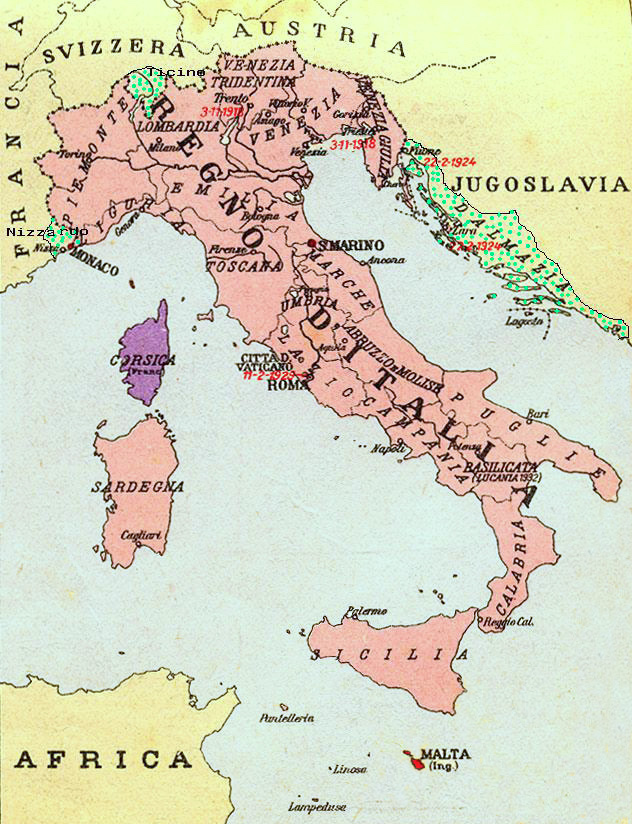
Mapa de les regions irredemptes a la fi de la Primera Guerra Mundial; el feixisme va considerar també irredemptes la Savoia i Corfú (mentre aspirava així mateix a la «Quarta Ribera» i al Dodecanès)
Terres irredemptes:
Ístria – Venècia Júlia (actualment a Eslovènia i Croàcia)
Dalmàcia (Croàcia i Montenegro)
les Illes Jòniques i el Dodecanès (Grècia)
Malta (Malta)
Còrsega (França)
el País Niçard (França)
la Savoia (França)
el Ticino (Suïssa)
els Grisons italianòfons (Suïssa)

La presència de comunitats italianes més o menys nombroses enllà de les fronteres del Regne d'Itàlia fou el pretext per endegar el projecte (mai realitzat completament) de la Gran Itàlia; vet aquí la llista de les comunitats italianes residents als territoris reivindicats per Mussolini als anys 40:
- Italians i italianòfons del Comtat de Niça: entre 4.000 i 9.000
- Italianòfons de la Savoia: uns pocs centenars
- Italianòfons del Ticino i dels Grisons (Suïssa): 430.000
- Italians i italianòfons de la Dalmàcia iugoslava: 55.000
- Italians de les illes Jòniques: 2000
- Italians de la Gran Albània: 15.000-20.000
- Italians del Dodecanès: 7.015
- Italians i italianòfons de Malta: 70.000
- Italians i italianòfons de Còrsega: 40.000
- Italians de Líbia: 112.600
- Italians de Tunísia: entre 100.000 i 120.000